# Базилевский, Александр Петрович
Александр Петрович Базилевский (1829—1899) — русский дипломат и коллекционер из рода Базилевских, меценат. С 1863 года постоянно жил в Париже. Племянник полковника И. А. Базилевского, отец шталмейстера П. А. Базилевского.

## Биография
Сын богатого малороссийского помещика Петра Андреевича Базилевского (1795—1863), жившего в собственном доме на Тверском бульваре, и Екатерины Александровны Грессер (1808—1864), племянницы генерал-фельдмаршала П. М. Волконского. Родился 24 июня (6 июля) 1829 года в Москве.
О происхождении богатств Базилевских в обществе ходило много небылиц. Например, князь П. В. Долгоруков рассказывал следующее: 

В Малороссии некая Василевская, женщина богатая, известная под именем Базилихи, была покровительницей и возлюбленной известного разбойника Гаркуцы. Собрав в своих кладовых огромное количество награбленных Гаркуцей драгоценностей, она выдала его полиции. Гаркуца был наказан кнутом, заклеймен и сослан на каторгу. Базилиха сохранила всё награбленное и по смерти оставила огромное наследство своему сыну Петру, предположительно сыну Гаркуцы. Этот Пётр Базилевский женился на Грессер, кроткой и милой женщине, племяннице фельдмаршала князя Волконского, министра двора при императоре Николае. В 1849 г. крепостные, возмущённые его жестокостью, связали его и выпороли. Базилевскому был немедленно разрешён выезд за границу.

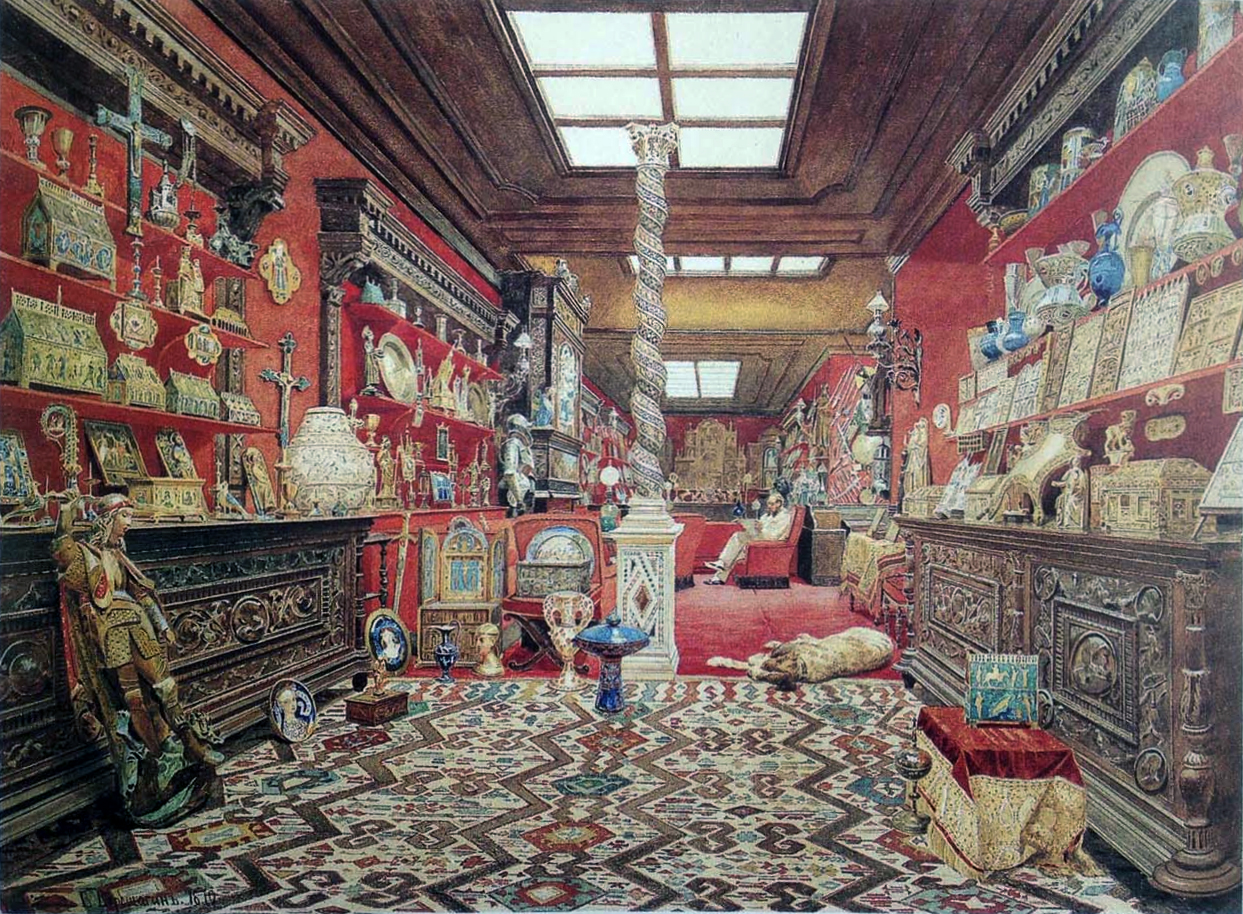
Базилевский и его коллекция на акварели В. П. Верещагина 1870 года

Воспитывался в Московском дворянском институте, затем учился на 1-м (историко-филологическом) отделении Московского университета, которое окончил в 1850 году и поступил на службу в Императорскую канцелярию с чином коллежского секретаря. В 1853 году был произведён за отличие в титулярные советники. После уволился от службы и сопровождал больную мать заграницу, совершил длительное путешествие в Ост-Индию, из которого вернулся с редкой подборкой восточного оружия.
26 января 1855 года женился на знакомой ему с детства Ольге Николаевне Бахметевой (1836—1912), единственной дочери Николая Фёдоровича Бахметева (1797—1884) от брака его с Варварой Александровной Лопухиной (1815—1851), возлюбленной поэта Лермонтова. После рождения единственного сына Петра Базилевский разъехался с женой, она жила в Италии, а он во Франции. Бракоразводный процесс между ними начался в 1884 году и закончился через два года. Их сын воспитывался в Москве у деда Николая Фёдоровича Бахметева.

В 1856—1857 годах в чине титулярного советника А. П. Базилевский был почётным смотрителем 3-го уездного московского училища. В 1858—1863 годах в чине коллежского асессора служил сверх штата при русском посольстве в Вене, откуда часто приезжал к родителям в Париж, пока не перебрался туда окончательно. Во время этой службы был удостоен придворного звания камер-юнкера. По 1874 год числился на российской гражданской службе с чином коллежского советника. 

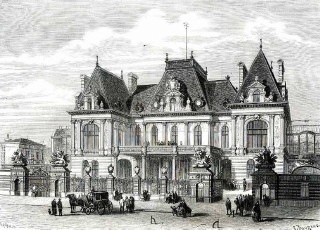
Особняк Базилевского в Трокадеро

В конце 1850-х гг. начал собирать коллекцию западноевропейского и византийского искусства, по преимуществу средневекового, которую выставлял в галерее своего дома (№ 25 по улице Фобур Сент-Оноре). Многие ренессансные вещицы были отысканы им во Флоренции — городе, который он особенно любил.
В парижском районе Трокадеро Базилевский выстроил в Мансаровом стиле роскошный особняк, который в 1868 г. продал испанской королеве Изабелле II, прожившей в нём 36 лет. Изабелла переименовала особняк Базилевского в Кастильский дворец. Вилла жены Базилевского в Кутильяно, построенная в 1896 году, ныне используется как гостиница. Ещё одно имение, «Зелёный Дуб» в Плуэр-сюр-Ранс, он подарил своей любимой певице Марии Элуа, выступавшей под псевдонимом La Ferrari.
После продажи коллекции Базилевский часто сетовал, что ему не хватает «милых безделок». Старость его была омрачена тяжёлым заболеванием печени. Тем не менее фигуру этого дородного блондина часто видели на парижских выставках; с ним консультировались по поводу подлинности старинных произведений эмальерного искусства. Вдохновлённый примером петербургского музея Штиглица, Базилевский долгое время пытался убедить французское правительство в необходимости создания в Париже аналогичного музея декоративно-прикладного искусства. Музей, открывшийся уже после его смерти, чтит Базилевского в качестве одного из своих отцов-основателей.

## Коллекция

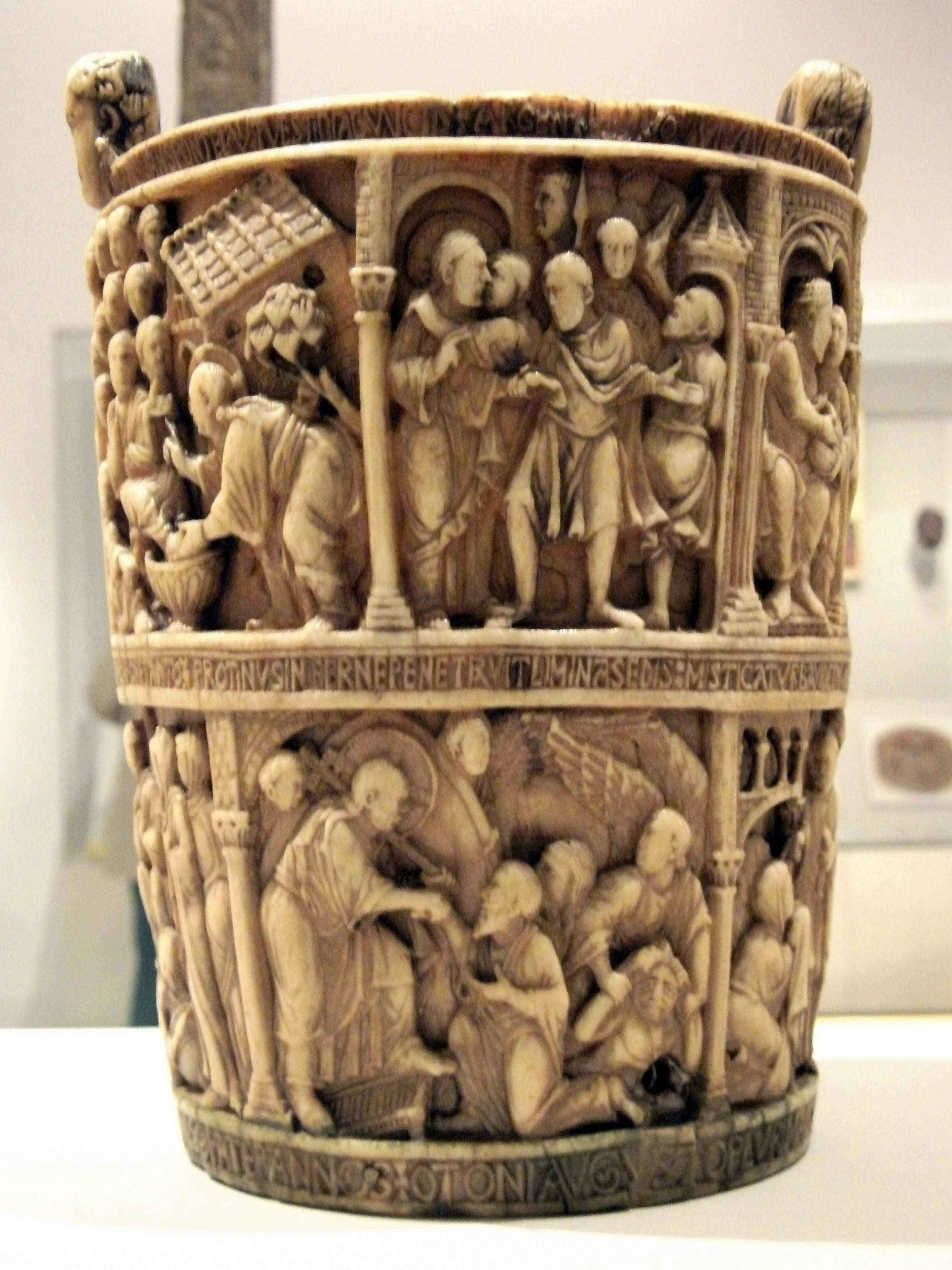
Ситула Базилевского — шедевр оттоновского искусства

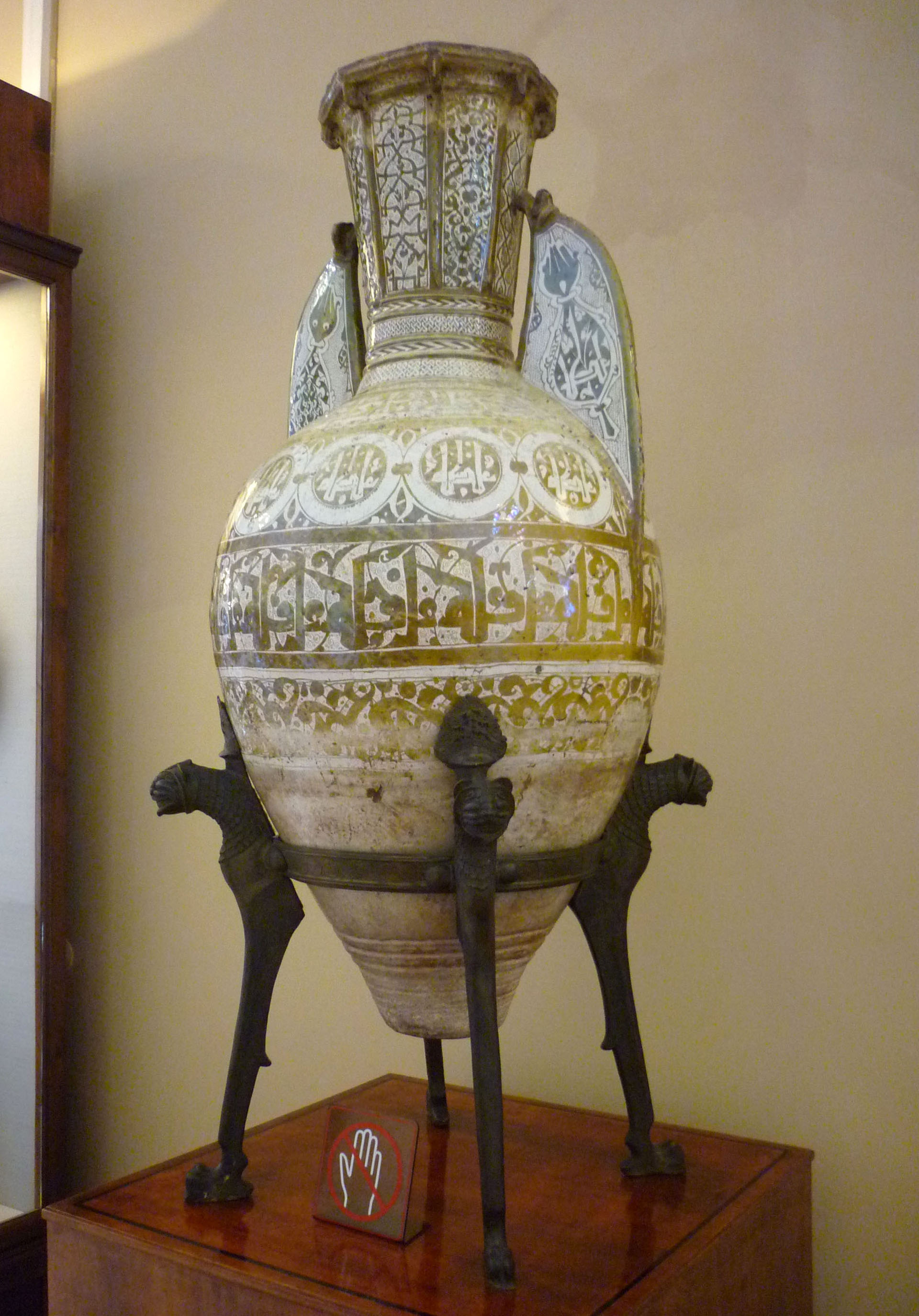
Альгамбрская ваза Фортуни из Салара обошлась Базилевскому в 150 тыс. франков

Страстью к собиранию средневекового искусства Базилевский заразился у другого русского парижанина, князя Салтыкова, который любил повторять, что ищет ненаходимое. Первые шедевры он приобрёл при распродаже собраний Салтыкова, графа Пурталеса и негоцианта Дебрюж-Дюмениля. По просьбе Базилевского его друг Альфред Дарсель составил каталог с описанием 561 предмета коллекции. Публикация каталога в 1874 г. принесла собранию Базилевского всеевропейскую известность. Среди жемчужин собрания были

фигурные водолеи, процессионный крест — уникальный образец готической выемчатой эмали, большой образ, состоящий из 13 пластинок расписной эмали Пенико II, блюда и сосуды французского и испано-мавританского фаянса… знаменитый крест св. Трудперта, костяные пластинки со сценами из романа о Тристане и Изольде и сверкающая люстром ваза Фортуни.
На журфиксы у Базилевского по понедельникам съезжались знатоки искусства и знакомые из России. В его просторном доме на улице Бланш собиралось «общество любителей дерева» (La Société du Bois), чтобы восхищаться мастерством средневековых резчиков. На время Всемирной выставки 1878 года Базилевский перевёз лучшую часть собрания в один из павильонов выставки, чем вызвал восторги французской прессы. И в последующие годы по пятницам «кабинет» Базилевского на улице Бланш был открыт для всех желающих его осмотреть.
К 1884 году Базилевский прожил унаследованное состояние и решил расстаться со своей коллекцией. Большая распродажа была назначена у Дрюо. Узнав об этом, статс-секретарь А. А. Половцов поручил жившему в Париже художнику Боголюбову убедить Базилевского продать собрание русскому правительству. Александр III (осматривавший коллекцию ещё в 1867 году, в бытность великим князем) уплатил за неё 5 448 125 франков (из них половину — облигациями итальянской ренты).

Базилевский запросил шесть миллионов франков немедленно. В свою очередь, русская сторона предлагала два миллиона рублей золотом в рассрочку. Наконец, после сорока восьми часов раздумья, он объявил свое окончательное решение: 2 200 000 рублей или 5 500 000 франков, уплачиваемых при составлении договорной записи. Уступка в полмиллиона была сделана для того, чтобы коллекция шла в Россию. «Я ведь всё-таки русский!» — воскликнул Александр Петрович.
В январе 1885 года 99 ящиков с ценностями Базилевского были погружены в шесть вагонов и отправлены в Императорский Эрмитаж, где их принимал М. П. Боткин. Половцов занёс в свой дневник: «Не могу довольно нарадоваться, что содействовал приобретению». Собрание Базилевского легло в основу Отделения прикладного искусства средних веков и эпохи Возрождения, руководить которым был приглашён Никодим Кондаков.
Т. н. ситула Базилевского из слоновой кости (X век), каролингский кубок Гримфрида и некоторые другие исключительные по ценности экспонаты покинули музей в результате эрмитажных распродаж 1930-х гг. В 2013 г. остатки коллекции выставлялись Эрмитажем в Турине.

## Признание
- Действительный член Императорского Московского Археологического общества.
- Почётный вольный общник Императорской Академии художеств.
- Почётный член комитета Детского приюта принца Ольденбургского.